# Stephen Smith (Politiker)
Stephen Francis Smith (* 12. Dezember 1955, Narrogin, Western Australia) ist ein australischer Politiker und Hochschullehrer. Er war Außen-, Handels- und Verteidigungsminister von Australien. Smith ist Mitglied der Partei Australian Labor Party (ALP). Von März 1993 bis August 2013 war Smith Abgeordneter im australischen Parlament und repräsentierte den Wahlkreis Division of Perth, Western Australia.
Seit Januar 2023 ist Australiens Botschafter im Vereinigten Königreich.

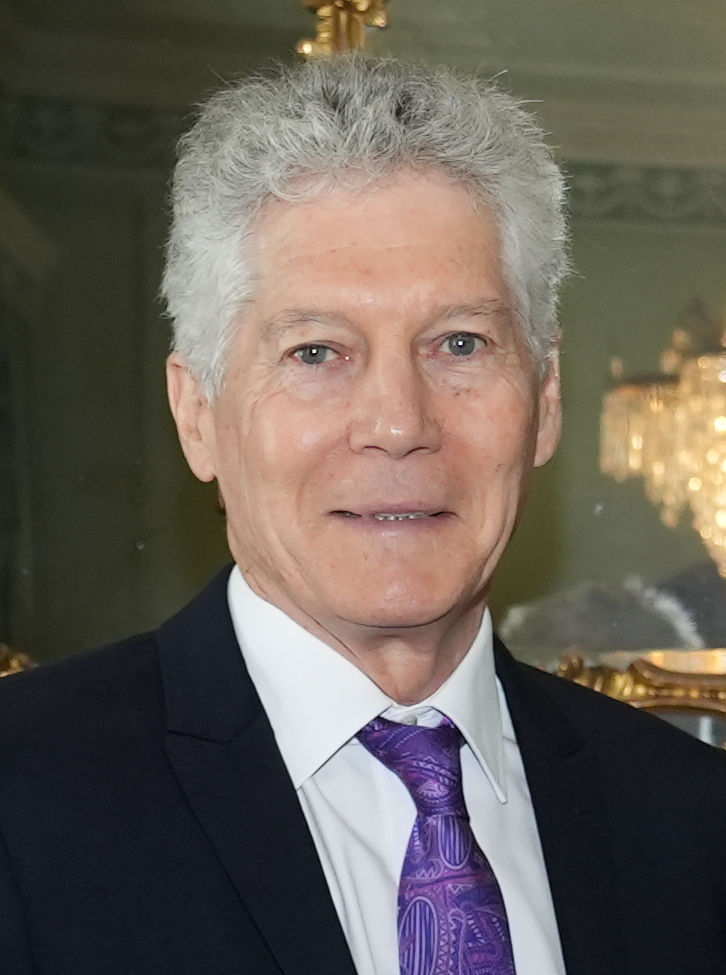
Stephen Smith (2024)

## Leben
Smith wurde in Narrogin, Western Australia, geboren. Nach seiner Schulausbildung studierte Smith an der University of Western Australia und an der University of London, wo er seinen Master in Rechtswissenschaften erreichte. Danach war Smith als Rechtsanwalt tätig und ging darauf in die Politik. Von 1983 bis 1987 war Smith Mitarbeiter des Western Australian Attorney-General und von 1987 bis 1990 war Smith als Staatssekretär der Western Australian Labor Party tätig. Von 1990 bis 1993 arbeitete Smith für Paul Keating.
Seit 1996 war Smith Mitglied des Schattenkabinetts im Falle eines Wahlsiegs der Australian Labor Party. Von Dezember 2007 bis Juni 2010 war Smith Außenminister unter Premierminister Kevin Rudd. Unter der Regierung von Julia Gillard wurde er Handels- und nach der Wahl 2010 Verteidigungsminister. Diese Funktion übte er bis zum 18. September 2013 auch im zweiten Kabinett Rudd aus.
Nach Kevin Rudds Rückkehr in die Führung der ALP und ins Amt des Premierministers kündigte Smith am 27. Juni 2013 an, bei der Parlamentswahl nicht erneut zu kandidieren.
Smith wurde zum 29. April 2014 Professor für Internationales Recht an der University of Western Australia.
Laut BBC hatte Smith durch sein Wirken als Australiens Botschafter im Vereinigten Königreich entscheidenden Anteil an der Freilassung des Whistleblowers Julian Assange aus britischer Haft.